# Cuautla
Cuautla ist mit 154.358 Einwohnern (2010) die drittgrößte und zweitwichtigste Stadt im mexikanischen Bundesstaat Morelos und befindet sich beinahe in dessen geografischer Mitte. Cuautla ist Verwaltungssitz des Municipio Cuautla mit 175.207 Einwohnern (Stand 2010). Die Stadt verfügt über schwefelhaltige Heilquellen und liegt in einer von Zuckeranbau dominierten landwirtschaftlichen Region, etwa 1300 Meter über dem Meeresspiegel.

## Geschichte
Der Name Cuautla stammt aus der Nahuatl-Sprache und bedeutet in etwa „Land des Adlers“ (von cuauhtli ‚Adler‘ und tlan ‚Land, Boden‘). Bevor die Region Cuautla 1521 von den Spaniern erobert wurde, war die Gegend zunächst von Olmeken und später von Azteken besiedelt.
Zwischen dem 19. Februar und dem 2. Mai 1812 fand in Cuautla eine der heftigsten Schlachten des Mexikanischen Unabhängigkeitskrieges statt. In dieser Zeit wurde die Stadt von den Truppen des Priesters und Generals José María Morelos y Pavón gegen die spanischen Truppen verteidigt. Als es diesen dann doch gelang, die Stadt einzunehmen, gelang Morelos ein spektakulärer Rückzug. In Erinnerung an die glorreiche Verteidigung der Stadt durch Morelos erhielt sie 1829 den vollständigen Namen „La heroica e histórica Cuautla de Morelos“ (das heldenhafte und geschichtsträchtige Cuautla von Morelos).
Zwischen 1887 und 1889 war Cuautla Hauptstadt des Bundesstaates Morelos.
Im März 1911 war Cuautla die erste Stadt, die während der Mexikanischen Revolution von den Truppen des Revolutions- und Bauernführers Emiliano Zapata eingenommen wurde. Zapata wurde 1879 in dem unweit der Stadt Cuautla gelegenen Ort Anenecuilco geboren und 1919 im benachbarten Chinameca in einen Hinterhalt gelockt und erschossen. Ihm zu Ehren wurde auf der Plazuela Revolución del Sur, dem zentral gelegenen Hauptplatz der Stadt, ein Denkmal errichtet, unter dem sich auch seine sterblichen Überreste befinden.

## Sport
Der CD Cuautla ist der bedeutendste und traditionsreichste Fußballverein der Stadt. Er war zwischen 1955 und 1959 vier Jahre lang in der Primera División, der höchsten Spielklasse des mexikanischen Fußballs, vertreten. Zu jener Zeit bestritt er seine Heimspiele auf dem Gelände des Parque del Balneario, der zu den wichtigsten Schauplätzen der Stadt zählt. Gegenwärtig spielt der Verein (unter der vollständigen Bezeichnung Arroceros del CD Cuautla) in der dritten Liga (Liga Premier).

## Persönlichkeiten
- Luis Avilés (* 2002), Sprinter